# Maghan III
Maghan III, también conocido como Mahmud I, fue mansa del Imperio de Malí desde 1390 hasta alrededor de 1400. Asumió el trono tras el usurpador Sandaki, que gobernó durante sólo dos años.
| Predecesor: Sandaki | Mansa de Malí 1390-1400 | Sucesor: Musa III |

- Datos: Q12496067